# Dean Reynolds
Dean Reynolds est un joueur professionnel de snooker de nationalité anglaise. Il est né le 11 janvier 1963 à Grimsby, dans le Lincolnshire.
En activité pendant vingt ans (de 1981 à 2001), sa carrière est principalement marquée par deux places de finaliste sur des tournois classés, à l'Open de Grande-Bretagne 1989 et au Grand Prix 1989, et par un meilleur classement de 8e joueur mondial.

## Carrière
Avant même de passer professionnel, il a gagné le premier tournoi junior de Pot Black en 1981, en battant Dene O'Kane, un autre futur professionnel, par 151 à 79 (score cumulé des deux manches).
Il a été deux fois finaliste d'un tournoi de classement, mais a été battu à chaque fois : à l'Open de Grande-Bretagne 1989 par Tony Meo (6-13) et au Grand Prix 1989 par Steve Davis (0-10).
Dean Reynolds est l'un des rares joueurs à avoir réussi un break de seize boules rouge (143) en compétition (aux championnats d'Europe par équipes 2006 organisés à Carlow).
En avril 2009, Dean Reynolds a un AVC et doit réapprendre sa technique de snooker.

## Palmarès
| Légende | Catégorie                      | Titres                         | Finales                        |
|         | Tournois classés               | 0                              | 2                              |
|         | Tournois non classés           | 2                              | 1                              |
| Gras    | Tournois de la triple couronne | Tournois de la triple couronne | Tournois de la triple couronne |

### Titres
| Saison    | Nom du tournoi            | Lieu      | Finaliste      | Score |
| 1987-1988 | Championnat d'Angleterre  | Ipswich   | Neal Foulds    | 9-5   |
| 1994-1995 | Championnat de Merseyside | Liverpool | Jason Ferguson | 5-1   |

### Finales perdues
| Saison    | Nom du tournoi            | Lieu      | Finaliste   | Score | Tableau |
| 1988-1989 | Open de Grande-Bretagne   | Derby     | Tony Meo    | 6-13  | Tableau |
| 1989-1990 | Grand Prix                | Reading   | Steve Davis | 0-10  | Tableau |
| 1995-1996 | Championnat de Merseyside | Liverpool | Rod Lawler  | 4-5   |         |